# Hamataliwa rufocaligata
Hamataliwa rufocaligata là một loài nhện trong họ Oxyopidae.
Loài này thuộc chi Hamataliwa. Hamataliwa rufocaligata được Eugène Simon miêu tả năm 1898.